# Travers (Reitsport)

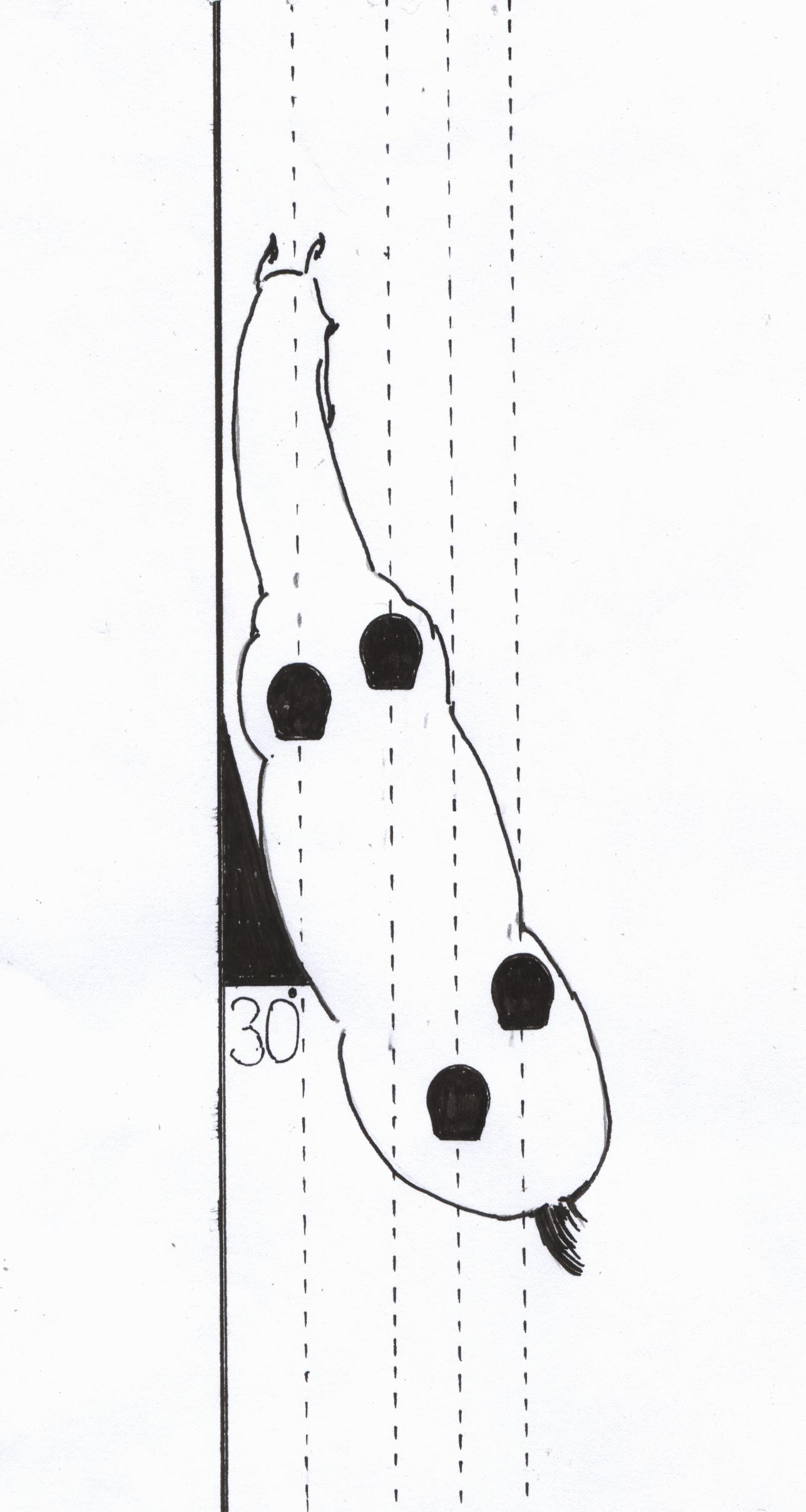
Abstellung und Hufschlaglinien beim Travers

Als Travers (engl. haunches-in, frz. tête au mur) wird in der Reitkunst eine Vorwärts-Seitwärts-Bewegung des Pferdes bezeichnet, bei der das Pferd gebogen und in einer Abstellung von ca. 30 Grad auf vier Hufschlaglinien geht; die Hinterhand wird zum Bahninneren hin gestellt, während die Vorhand auf dem Hufschlag bleibt. Das Pferd kreuzt dabei sowohl Vorder- wie Hinterbeine (vgl. auch Traversale), dabei wird auf eine leichte Innenstellung geachtet. Travers kann sowohl auf geraden als auch auf gebogenen Linien geritten werden. Die Konterlektion zu Travers ist Renvers. Von der Bewegung her sind Travers, Renvers und Traversale als eine Lektion anzusehen.
Travers und Renvers fördern den Fleiß und den Schwung, weil das Pferd mit den Hinterbeinen mehr untertreten muss. Es sind zudem sowohl lösende als auch versammelnde Lektionen – alles wichtige Kriterien der Ausbildungsskala. Die Hinterbeine werden dabei gekräftigt, und das Pferd wird vermehrt für die Hilfengebung sensibilisiert.
Die "weitere oder engere Kehrtwendung in mehr oder weniger ausgesprochener Traversstellung" heißt "Passade".